# Ratswaage (Halle (Saale))
Die Ratswaage wurde 1571 bis 1581 erbaut und war eines der bedeutendsten Renaissance-Gebäude in Halle (Saale). Sie bestimmte neben dem Alten Rathaus und der Ratskapelle das Bild der Ostseite des historischen Marktplatzes. Über 140 Jahre war die Ratswaage das Hauptgebäude der Friedrichs-Universität Halle. Die Ratswaage wurde bei einem amerikanischen Luftangriff am 31. März 1945 teilzerstört und 1948 abgerissen. Heute steht auf dem Grundstück ein Warenhaus. An seiner Außenwand erinnert seit 2008 ein Bronzerelief an die Ratswaage.

## Bau- und Nutzungsgeschichte
Spätestens ab dem 14. Jahrhundert gab es ein hölzernes Waagegebäude, von dem aus das Handelsgeschehen auf dem Marktplatz kontrolliert wurde: Erteilung von Konzessionen, Festsetzen von Steuern, Zöllen, Abgaben und Umrechnen von Maßen und Gewichten. Waagen, Ratselle und Marktscheffel hatten hier ihren Platz. Im 15. Jahrhundert wurde ein größerer Nachfolgebau, wohl als Fachwerkhaus errichtet.
Unter den Ratsbaumeistern Leonhard Zeise und George Bentener, und wohl maßgeblich beeinflusst von Nickel Hoffmann, errichtete die Stadt dann 1573 bis 1581 an gleicher Stelle ein neues Waage-Gebäude (das, wenn auch häufig verändert, bis zur Bombardierung 1945 und Abriss 1948 existierte). Es wurde im Stil der deutschen Renaissance aufgeführt als viergeschossiger, achtachsiger Massivbau mit einem hohen und von Stufengiebeln begrenzten Satteldach. Das Dach trug hinter ausgebauten Dachgeschossen drei Reihen übereinander angeordneter Giebelgaupen mit bekrönenden Spitzen. Der Hauptbau war zum Marktplatz hin orientiert und hatte zwei zweigeschossige Seitenflügel zur Hofseite, so dass eine Dreiseiten-Anlage resultierte. 

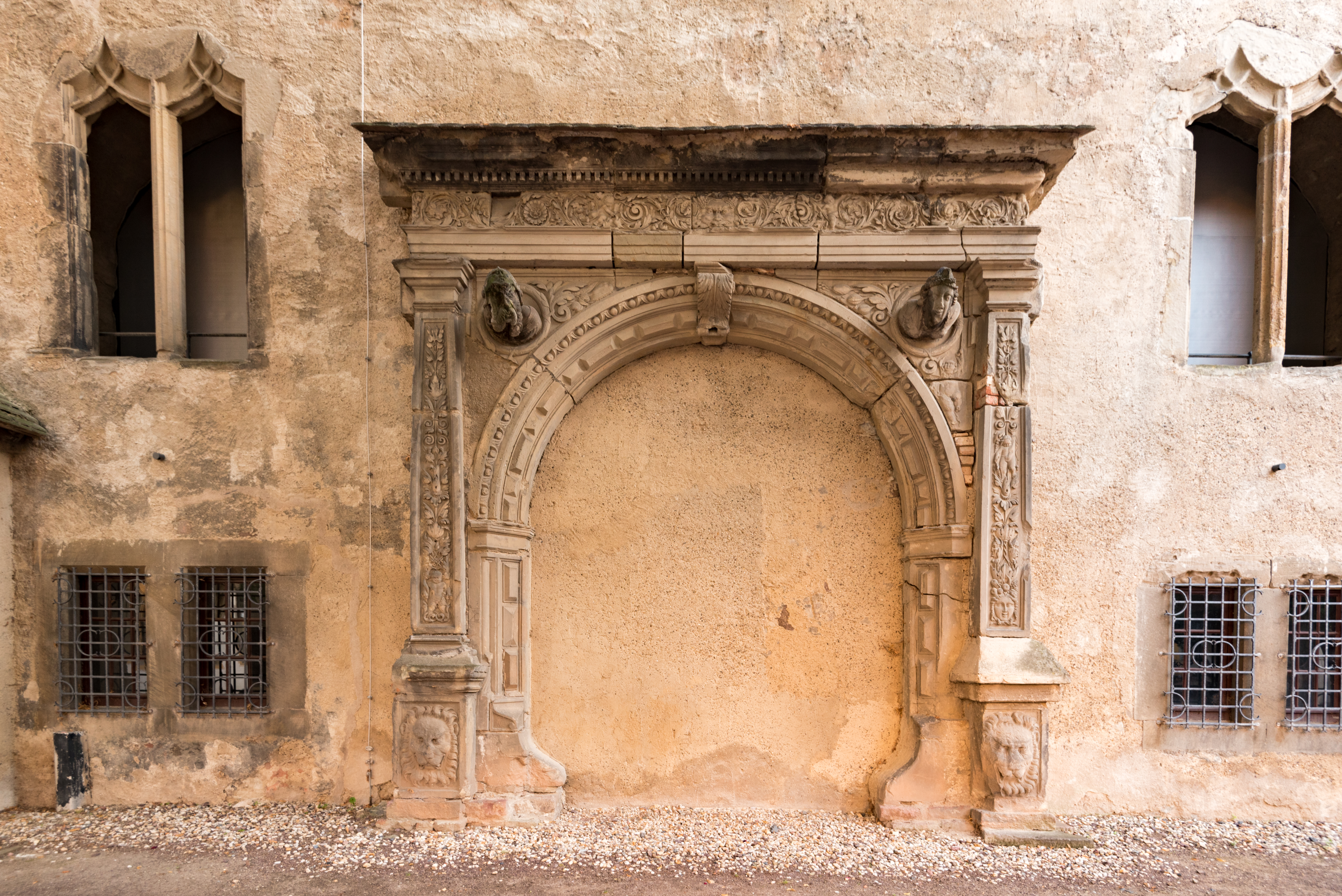
Erhaltener Rest des Renaissance-Portals der Ratswaage im Innenhof der Moritzburg (2017)

Die Schauseite hatte eine reiche bauplastische Ausgestaltung, zwei erkerartige Vorbauten und ein „sehr edles“, prächtiges Rundbogenportal. Dieses wurde früher Zacharias Bogenkrantz zugeschrieben, heute geht man davon aus, dass Nickel Hoffmann es geschaffen hat. In den Neubau einbezogen wurde der „Archivturm“ oder „Clausurturm“, in alten Urkunden auch der „rote“ oder „blutige Turm“ genannt. Er war der Rest einer grundherrschaftlichen Anlage, hatte eine Grundfläche von 128 m², Kellerwände bis zu vier Metern Stärke und war auch zur Unterbringung von Delinquenten genutzt worden. Der einzige Zugang zu diesem Turm war ein gedeckter Gang vom Alten Rathaus her in Höhe von dessen Obergeschoss. Dieser Gang über die Rathausstraße blieb auch für den Neubau des Renaissance-Gebäudes erhalten bzw. wurde neu gebaut – zuletzt noch einmal Ende der 1930er Jahre – und erst bei dem Bombenangriff 1945 vernichtet. Das Waage-Gebäude diente außer seiner Funktion als Ratswaage auch als Versammlungs- und Hochzeitshaus der halleschen Bürgerschaft.
Im Großen Saal des Waage-Gebäudes hielt der Rechtsgelehrte Christian Thomasius 1690 seine erste öffentliche Disputation ab. Danach gab der Landesvater die Erlaubnis zum Umbau des Gebäudes für Lehrzwecke einer Universität, für Rektorat, Senatssitzungen, akademische Festlichkeiten (Aula) und die universitären Sammlungen. Im Erdgeschoss wurde weiter die Funktion einer Ratswaage wahrgenommen. Die feierliche Einweihung der neuen Friedrichs-Universität durch Kaiser Leopold I. erfolgte am 1. Juli 1694 in Anwesenheit ihres Namenspatrons Kurfürsten Friedrichs des III. von Brandenburg. Nach der Einnahme von Halle durch napoleonische Truppen im Oktober 1806 wurde das Waage-Gebäude Lazarett, „alle Bänke und das Katheder zerschlagen und in den Hof gestürzt“. Tage später verfügte Napoleon die Schließung der Friedrichs-Universität Halle. Danach wurde der Bau auch zeitweise als Schlachthof genutzt. Nach der Völkerschlacht von Leipzig wurde die Waage noch einmal Lazarett, dann war „der Spuk der Franzosenzeit vorbei“. Danach diente nach entsprechender Erneuerung der Einrichtung der Bau wieder der Universität, bis diese 1834 ein neues Auditoriengebäude (das heutige „Löwengebäude“) bezog.
1835 bis 1837 verlor das Gebäude wesentliche Teile seiner Inneneinrichtung, aber auch die äußere Gestalt des schönen Renaissance-Baues wurde zeitgemäßen Architekturvorstellungen angepasst. An die Stelle des Steildachs mit drei Reihen von Giebelgaupen trat eine wesentlich flachere Konstruktion. Das Gebäude insgesamt wurde klassizistisch überformt, auch die Erkertürmchen abgebrochen. Die weithin sichtbare Inschrift der Universität entfernte man. Das eindrucksvolle Renaissance-Portal blieb erhalten.

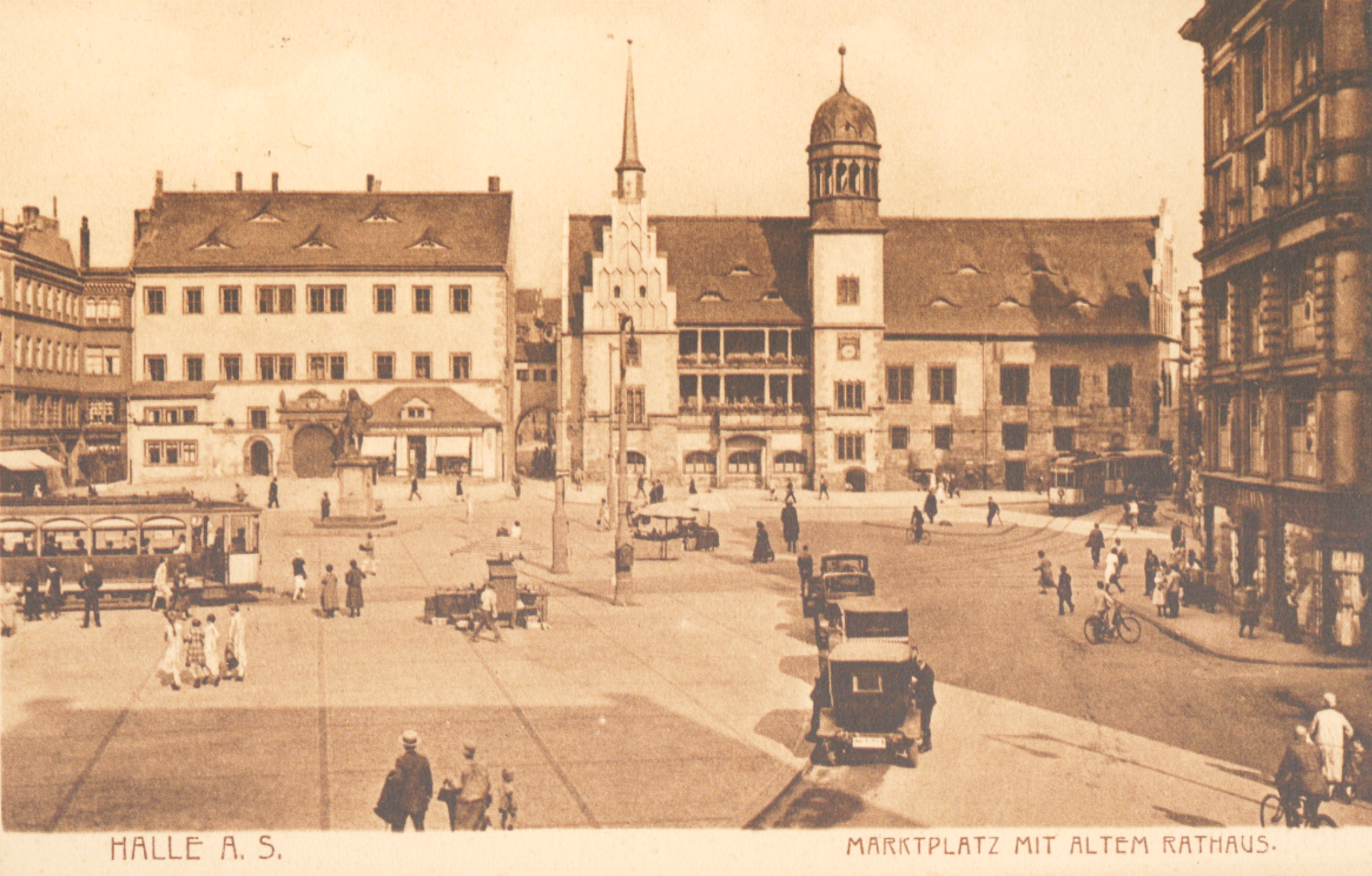
Ratswaage und Altes Rathaus um 1910

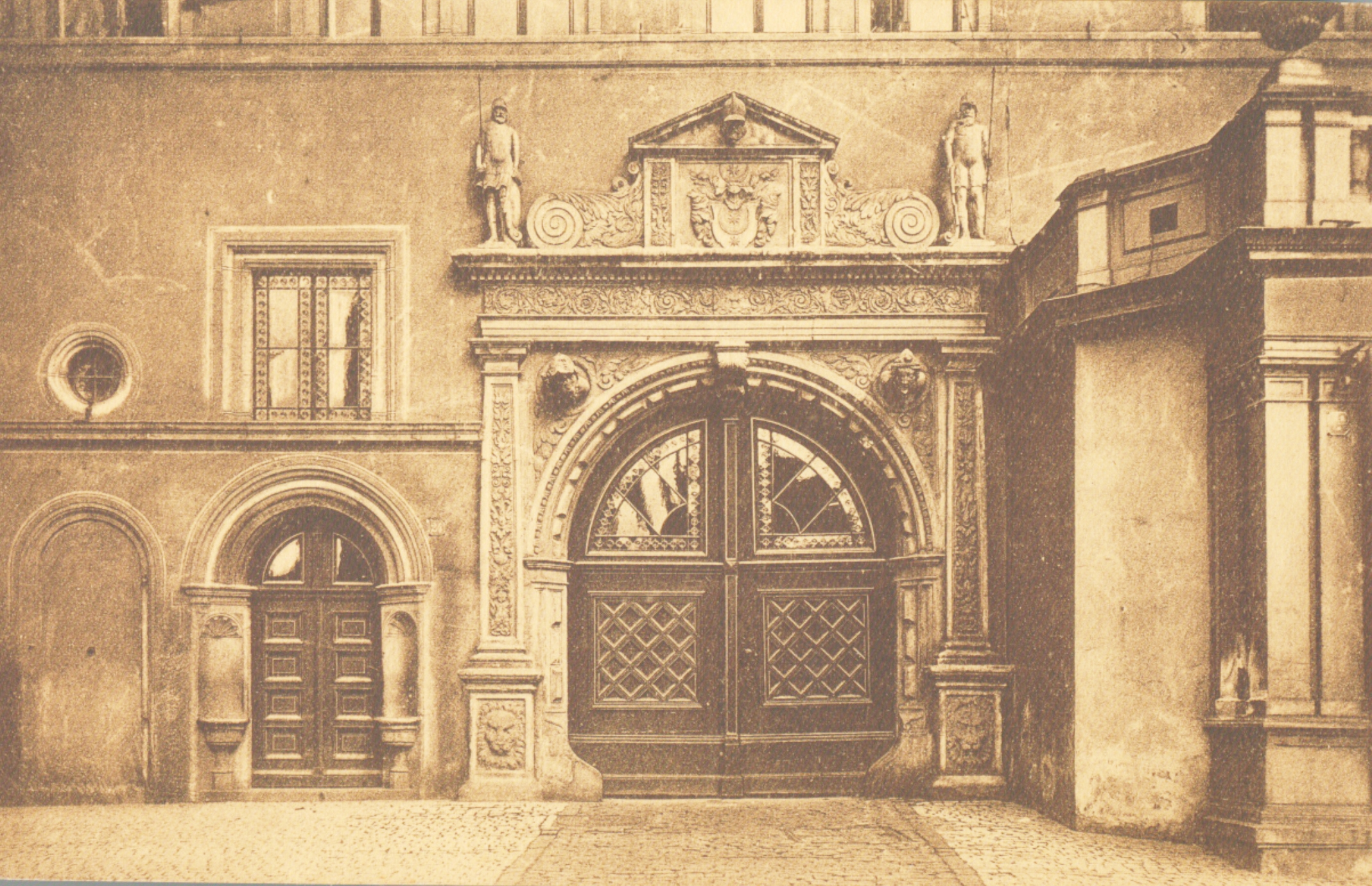
Renaissance-Portal der Ratswaage um 1910

1837 zog eine Städtische Bürgerschule in die Ratswaage ein, 1847 dazu das Städtische Eichamt. 1875 zog die Schule wieder aus. Stadtverwaltung und Handel nutzten von nun an das Gebäude. 1913 brach ein Brand im Dachstuhl des nördlichen Seitenflügels aus, der sich auch auf das Dach des Hauptgebäudes auswirkte. Auf eine Rekonstruktion des früheren hohen Ziegeldachs hat man bei der Wiederherstellung verzichtet.
In der zweiten Hälfte der 1930er Jahre wurde auch das Gebäude der Ratswaage in die „baulichen Aufwertungsmaßnahmen“ am Alten Rathaus einbezogen, das heißt, innen und außen generalsaniert. Am 31. März 1945 wurde die Ratswaage, wie auch das Alte Rathaus, bei einem amerikanischen Luftangriff auf die hallesche Innenstadt von einer Sprengbombe getroffen und dadurch teilzerstört. 1948 erfolgte der Abriss beider historischen Gebäude, nachdem es noch einen „Rathausneubau-Wettbewerb“ unter Einbeziehung der Ratswaage gegeben hatte. Bei der Beseitigung der Ratswaage wurde auch der kräftige, anderthalbstöckige mittelalterliche Turmrest abgetragen. Das Portal von Bogenkrantz hat man im Hof der Moritzburg sichergestellt.
Nach der politischen Wende gab es engagierte Bestrebungen einer Bürgerinitiative nicht nur zur Wiedererrichtung des Alten Rathauses, sondern auch der Ratswaage oder jedenfalls ihrer Renaissance-Fassade an dem geplanten Erweiterungsbau des Kaufhofs. Bürgerbefragungen ergaben Mehrheiten für den Wiederaufbau des Architektur-Ensembles „Rathausseite“. Trotzdem scheiterte das Vorhaben. Die Kaufhauserweiterung auf dem Grundstück des Waagegebäudes wurde im Mai 2004 eingeweiht, begleitet von einer Mahnwache unter dem Titel „Wider den Kaufhausklotz“, die seitdem im Mai eines jeden Jahres wiederholt wird. Nur ein Bronzerelief an dem Kaufhaus-Neubau erinnert seit 2008 an die frühere hallesche Ratswaage. Dieses Relief wurde im Auftrag der Bürgerinitiative Historische Rathausseite Halle (Saale) e. V. durch die Bildhauerin Katrin Pannicke gestaltet, aus Spenden finanziert und im November 2008 durch den Rektor der Martin-Luther-Universität enthüllt. Die Tafel zeigt unter den Abbildungen von Ratswaage und Altem Rathaus den folgenden Text: „Hier am Markt 24 befand sich das sog. Hochzeits- und Waagehaus, das erste hallesche Universitätshauptgebäude, in dem auch der Student Georg Friedrich Händel immatrikuliert wurde.“